# Étang du Petit-Haut
L'étang du Petit-Haut est un petit lac situé dans les contreforts du Ballon d'Alsace, dans le massif des Vosges, dans le département du Territoire de Belfort.

## Origine
Il s'agit d'un étang aménagé au XIXe siècle pour constituer une réserve d'eau destinée à soutenir l'étiage de la Savoureuse, afin de sécuriser l'alimentation des moteurs hydrauliques des industries textiles de la vallée .

## Situation et environnement
L'étang du Petit-Haut est situé dans le versant sud du Ballon d'Alsace (massif des Vosges) et la commune de Lepuix. Il se trouve au cœur de la forêt domaniale du Ballon. Il ne fait pas partie de la réserve naturelle des Ballons Comtois mais se trouve juste sur sa limite. Le chemin qui occupe la crête du barrage et longe ainsi l'étang permet d'arriver rapidement à l'entrée de la Réserve, après avoir franchi un petit pont sur la Savoureuse.
L'étang est alimenté par la Savoureuse. C'est la rivière elle-même qui est barrée, et qui s'écoule, sur la rive droite de la retenue, par le déversoir du barrage. L'endroit où la rivière transite dans la retenue est aujourd'hui fortement ensablé.
L'étang était autrefois surplombé par un autre plus petit, aujourd'hui disparu, l'étang Madrier. Le barrage de cet étang, rompu, ainsi que son déversoir de sécurité, sont toujours parfaitement visibles. La Savoureuse s'écoule par la brèche du barrage.

## Activités
Situé au cœur d'un vaste massif forestier, l'étang est accessible uniquement à pied par plusieurs sentiers de randonnée balisés, notamment à partir de la route départementale 465 située à quelques centaines de mètres.
Une barrière empêche la circulation des véhicules, seuls ceux des services publics étant autorisés.
L'étang est un but de courte promenade depuis la route départementale, bien que ses différents équipements (petit refuge, bancs) soient trop dégradés pour être utilisables. L'étang est également un agréable lieu de passage pour des randonnées plus longues sous le sommet du Ballon d'Alsace ou jusqu'à celui-ci.